# 拉姆巴湖 (彼得羅扎沃茨克)
61°48′26″N 34°14′58″E / 61.807139°N 34.249378°E

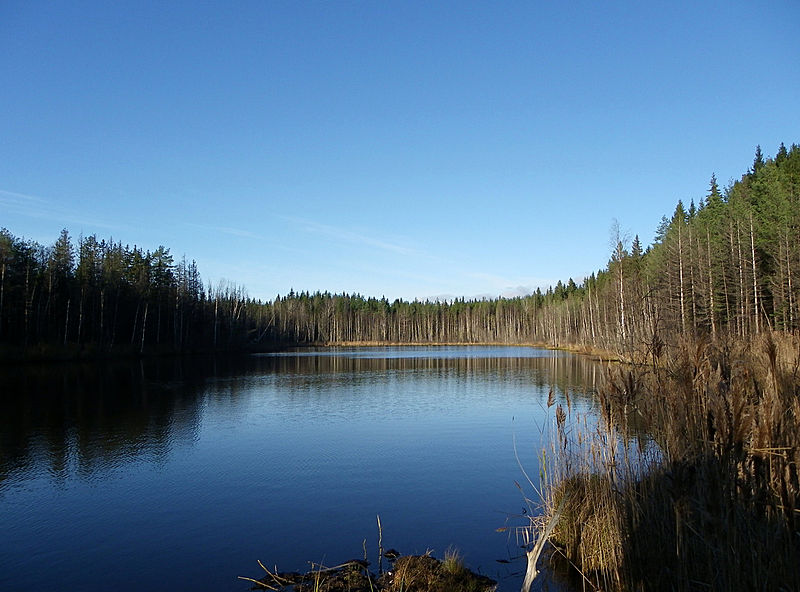

拉姆巴湖（俄语：Ламба），是俄羅斯的湖泊，位於該國西北部，由卡累利阿共和國負責管轄，長0.24公里、寬0.07公里，海拔高度85米，湖岸線長度0.58公里，平均水深3.4米，最大水深5.2米。